# پاکرینولول
پاکرینولول (انگلیسی: Pacrinolol) نوعی آنتاگونیست گیرنده بتاآدرنرژیک است.